# Imre Payer
Imre Perényi Payer, noto in Italia come Imre Payer, (Sopronkövesd, 1º giugno 1888 – Győr, 16 agosto 1957) è stato un allenatore di calcio e calciatore ungherese, di ruolo difensore.

## Biografia
Nacque in una famiglia della borghesia ungherese proprietaria di due alberghi e alcune aziende agricole. Si diplomò in una scuola superiore di commercio.
A fine carriera entrò nell'esercito dove rimase cinque anni. La situazione interna dell'Ungheria con la guerra civile lo spinse, come molti magiari, all'espatrio.
Anche suo fratello Eugen fu allenatore, guidando negli anni cinquanta, come Imre, alcune compagini calcistiche italiane.

## Carriera

### Giocatore

#### Club
Nel 1910 si trasferisce da Györ a Budapest, dove entra a far parte del Ferencváros, formando con Gyula Rumbold una delle più forti coppie difensive del suo tempo. Coi biancoverdi vince tre campionati consecutivi dal 1911 al 1913, anno in cui vincerà anche la Coppa nazionale.
Nel 1919 si trasferisce all'AC Vienna. Tornerà a Budapest per concludere la sua carriera con l'AC Zuglói.

#### Nazionale
Fu capitano della Nazionale ungherese con la quale debuttò nel novembre del 1911 in una partita contro l'Austria terminata 2-0 per i magiari. Disputò il torneo di calcio del Giochi olimpici estivi 1912, dove la sua squadra, dopo una sconfitta contro il Regno Unito, vinse il torneo di consolazione.
La sua ultima partita in Nazionale risale al mese di ottobre 1918 (partita vinta per 3-0 contro l'Austria in cui segnò due gol su rigore). Nel complesso, ha rappresentato l'Ungheria 21 volte a livello internazionale, segnando 4 gol.

### Allenatore
Nel 1921 si trasferisce in Italia facendosi chiamare con il cognome tedesco Payer, intraprendendo la carriera di allenatore durata quasi tre decenni.

## Statistiche

### Presenze e reti con club
| Stagione           | Squadra            | Campionato         | Campionato | Campionato | Coppe nazionali | Coppe nazionali | Coppe nazionali | Coppe continentali | Coppe continentali | Coppe continentali | Altre coppe | Altre coppe | Altre coppe | Totale | Totale |
| Stagione           | Squadra            | Comp               | Pres       | Reti       | Comp            | Pres            | Reti            | Comp               | Pres               | Reti               | Comp        | Pres        | Reti        | Pres   | Reti   |
| ------------------ | ------------------ | ------------------ | ---------- | ---------- | --------------- | --------------- | --------------- | ------------------ | ------------------ | ------------------ | ----------- | ----------- | ----------- | ------ | ------ |
| 1910-1911          | Ferencváros        | NB I               | 14         | 0          | –               | –               | –               | –                  | –                  | –                  | –           | –           | –           | 14+    | 0+     |
| 1911-1912          | Ferencváros        | NB I               | 18         | 1          | –               | –               | –               | –                  | –                  | –                  | –           | –           | –           | 18+    | 1+     |
| 1912-1913          | Ferencváros        | NB I               | 15         | 2          | –               | –               | –               | –                  | –                  | –                  | –           | –           | –           | 15+    | 2+     |
| 1913-1914          | Ferencváros        | NB I               | 16         | 5          | –               | –               | –               | –                  | –                  | –                  | –           | –           | –           | 16+    | 5+     |
| 1916-1917          | Ferencváros        | NB I               | 3          | 0          | –               | –               | –               | –                  | –                  | –                  | –           | –           | –           | 3+     | 0+     |
| 1917-1918          | Ferencváros        | NB I               | 4          | 1          | –               | –               | –               | –                  | –                  | –                  | –           | –           | –           | 4+     | 1+     |
| 1918-1919          | Ferencváros        | NB I               | 16         | 4          | –               | –               | –               | –                  | –                  | –                  | –           | –           | –           | 16+    | 4+     |
| Totale Ferencvaros | Totale Ferencvaros | Totale Ferencvaros | 86         | 13         |                 | –               | –               |                    | –                  | –                  |             | –           | –           | 86+    | 13+    |
| 1922-1923          | Zuglói AC          | NB I               | 13         | 1          | –               | –               | –               | –                  | –                  | –                  | –           | –           | –           | 13+    | 1+     |

### Cronologia presenze e reti in Nazionale
| Cronologia completa delle presenze e delle reti in nazionale ― Ungheria | Cronologia completa delle presenze e delle reti in nazionale ― Ungheria | Cronologia completa delle presenze e delle reti in nazionale ― Ungheria | Cronologia completa delle presenze e delle reti in nazionale ― Ungheria | Cronologia completa delle presenze e delle reti in nazionale ― Ungheria | Cronologia completa delle presenze e delle reti in nazionale ― Ungheria | Cronologia completa delle presenze e delle reti in nazionale ― Ungheria | Cronologia completa delle presenze e delle reti in nazionale ― Ungheria |
| Data                                                                    | Città                                                                   | In casa                                                                 | Risultato                                                               | Ospiti                                                                  | Competizione                                                            | Reti                                                                    | Note                                                                    |
| ----------------------------------------------------------------------- | ----------------------------------------------------------------------- | ----------------------------------------------------------------------- | ----------------------------------------------------------------------- | ----------------------------------------------------------------------- | ----------------------------------------------------------------------- | ----------------------------------------------------------------------- | ----------------------------------------------------------------------- |
| 5-11-1911                                                               | Budapest                                                                | Ungheria                                                                | 2 – 0                                                                   | Austria                                                                 | Amichevole                                                              | -                                                                       |                                                                         |
| 17-12-1911                                                              | Monaco di Baviera                                                       | Germania                                                                | 1 – 4                                                                   | Ungheria                                                                | Amichevole                                                              | -                                                                       |                                                                         |
| 14-4-1912                                                               | Budapest                                                                | Ungheria                                                                | 4 – 4                                                                   | Germania                                                                | Amichevole                                                              | -                                                                       |                                                                         |
| 5-5-1912                                                                | Vienna                                                                  | Austria                                                                 | 1 – 1                                                                   | Ungheria                                                                | Amichevole                                                              | -                                                                       |                                                                         |
| 23-6-1912                                                               | Oslo                                                                    | Norvegia                                                                | 0 – 6                                                                   | Ungheria                                                                | Amichevole                                                              | -                                                                       |                                                                         |
| 30-6-1912                                                               | Stoccolma                                                               | Regno Unito                                                             | 7 – 0                                                                   | Ungheria                                                                | Olimpiadi 1912 - Qual.                                                  | -                                                                       |                                                                         |
| 3-7-1912                                                                | Solna                                                                   | Germania                                                                | 1 – 3                                                                   | Ungheria                                                                | Olimpiadi 1912 - Cons.semif.                                            | -                                                                       |                                                                         |
| 5-7-1912                                                                | Solna                                                                   | Austria                                                                 | 0 – 3                                                                   | Ungheria                                                                | Olimpiadi 1912 - Cons.finale                                            | -                                                                       | 5º posto                                                                |
| 14-7-1912                                                               | Mosca                                                                   | Russia                                                                  | 0 – 12                                                                  | Ungheria                                                                | Amichevole                                                              | -                                                                       |                                                                         |
| 3-11-1912                                                               | Budapest                                                                | Ungheria                                                                | 4 – 0                                                                   | Austria                                                                 | Amichevole                                                              | -                                                                       |                                                                         |
| 27-4-1913                                                               | Vienna                                                                  | Austria                                                                 | 1 – 4                                                                   | Ungheria                                                                | Amichevole                                                              | -                                                                       |                                                                         |
| 18-5-1913                                                               | Budapest                                                                | Ungheria                                                                | 2 – 0                                                                   | Svezia                                                                  | Amichevole                                                              | -                                                                       |                                                                         |
| 3-5-1914                                                                | Vienna                                                                  | Austria                                                                 | 2 – 0                                                                   | Ungheria                                                                | Amichevole                                                              | -                                                                       |                                                                         |
| 31-5-1914                                                               | Budapest                                                                | Ungheria                                                                | 5 – 1                                                                   | Francia                                                                 | Amichevole                                                              | 1                                                                       |                                                                         |
| 19-6-1914                                                               | Solna                                                                   | Svezia                                                                  | 1 – 5                                                                   | Ungheria                                                                | Amichevole                                                              | 1                                                                       |                                                                         |
| 21-6-1914                                                               | Solna                                                                   | Svezia                                                                  | 1 – 1                                                                   | Ungheria                                                                | Amichevole                                                              | -                                                                       |                                                                         |
| 3-10-1915                                                               | Vienna                                                                  | Austria                                                                 | 4 – 2                                                                   | Ungheria                                                                | Amichevole                                                              | -                                                                       |                                                                         |
| 7-11-1915                                                               | Budapest                                                                | Ungheria                                                                | 6 – 2                                                                   | Austria                                                                 | Amichevole                                                              | -                                                                       |                                                                         |
| 4-6-1916                                                                | Budapest                                                                | Ungheria                                                                | 2 – 1                                                                   | Austria                                                                 | Amichevole                                                              | -                                                                       |                                                                         |
| 1-10-1916                                                               | Budapest                                                                | Ungheria                                                                | 2 – 3                                                                   | Austria                                                                 | Amichevole                                                              | -                                                                       |                                                                         |
| 6-10-1918                                                               | Vienna                                                                  | Austria                                                                 | 0 – 3                                                                   | Ungheria                                                                | Amichevole                                                              | 2                                                                       |                                                                         |
| Totale                                                                  |                                                                         | Presenze                                                                | 21                                                                      |                                                                         | Reti                                                                    | 4                                                                       |                                                                         |

## Palmarès

### Giocatore

#### Competizioni nazionali
- Campionato ungherese: 3

Ferencváros: 1910-1911, 1911-1912, 1912-1913
- Coppa d'Ungheria: 1

Ferencváros: 1913

### Allenatore

#### Competizioni nazionali
- Prima Divisione: 2

Atalanta: 1927-1928
Savona: 1931-1932 (girone D)